# Stanisław Grodzicki (1865–1943)
Stanisław Grodzicki (ur. 4 października 1865 w Bziance, zm. 1 sierpnia 1943 tamże) – polski ziemianin, urzędnik, polityk, poseł na Sejm II RP III kadencji.

## Życiorys
Urodził się w 1865. Był synem Leona (1836–1886), właściciela majątku rolnego w Bziance. Po jego śmierci odziedziczył rodzinny majątek. Zdał maturę w gimnazjum w Jaśle w 1883. Ukończył studia prawnicze na Uniwersytecie Wiedeńskim w 1888. Następnie pracował w administracji rządowej austriackiej: jako koncepista, komisarz powiatowy (pracował w starostwie w St. Pölten), od 1900 wicesekretarz w Ministerstwie Spraw Wewnętrznych w Wiedniu. Od 1901 do 1904 był starostą powiatu lwowskiego, od 1904 do 1906 starostą powiatu jarosławskiego, następnie od 1906 szefem Biura Prezydialnego w Namiestnictwie (zastępując Wacława Zaleskiego), w 1910 został radcą dworu, w czerwcu 1911 I wiceprezydentem Namiestnictwa Krajowym we Lwowie i pozostawał na stanowisku do 1918. Był także komisarzem rządowym Sejmu Krajowego Galicji kadencji IX (1908–1913) i X (1913–1914). 
Od 1898 był członkiem Towarzystwa Gospodarskiego we Lwowie, w latach 1910–1920 komisarzem przy Towarzystwie Kredytowym Ziemskim we Lwowie. W okresie I wojny światowej od 1916 do 1918 był kierownikiem Krajowej Centrali Gospodarczej dla Odbudowy Galicji, pod koniec 1918 został zastępcą namiestnika. W 1920 przeszedł w stan spoczynku, pełniąc do tego czasu stanowisko pierwszego wiceprezydenta namiestnictwa.
W 1905 Stanisław Grodzicki posiadał w Bziance obszar 222,8 ha, w 1911 posiadał 191 ha. Po przejściu na emeryturę osiadł tam i zajmował się hodowlą bydła zarodowego, za co otrzymywał wielokrotnie nagrody. W rodzinnej Bziance wybudował młyn i tartak. Prowadził mleczarnię przy ulicy Tadeusza Kościuszki w Sanoku. Był członkiem Towarzystwa Rolniczego, członkiem wydziału Hodowców Bydła. Przed 1931 pełnił funkcję wiceprezesa Związku Ziemian w Sanoku, w latach 30. był prezesem Związku Ziemian. Przed 1939 prowadził w Sanoku mleczarnię przy ulicy Tadeusza Kościuszki 27.
W 1930 z ramienia BBWR uzyskał mandat posła Sejmu RP III kadencji w okręgu 48 (Przemyśl, Dobromil, Sanok, Brzozów, Krosno). Jego mandat wygasł 5 października 1931 na mocy orzeczenia Sądu Najwyższego o unieważnieniu wyborów. W ponownie zarządzonych wyborach 22 listopada 1931 został wybrany powtórnie i złożył ślubowanie 10 grudnia 1931. Złożył mandat w liście z 22 lipca 1932 po śmierci żony.
Podczas II wojny światowej i trwającej okupacji niemieckiej zmarł w trakcie rewizji gestapo w jego domu. Został pochowany w grobowcu rodzinnym na cmentarzu parafialnym w Trześniowie
Był żonaty, miał córkę Wandę.

## Odznaczenia
- Krzyż Kawalerski Orderu Franciszka Józefa (1903)[14]
- Order Korony Żelaznej II Klasy (1914)[15]
- Brązowy Medal Jubileuszowy Pamiątkowy dla Sił Zbrojnych i Żandarmerii (przed 1914)[3][4]
- Medal Jubileuszowy Pamiątkowy dla Cywilnych Funkcjonariuszów Państwowych (przed 1914)[3][4]
- Krzyż Jubileuszowy dla Cywilnych Funkcjonariuszów Państwowych (przed 1914)[3][4]
- Najwyższe uznanie za pełną poświęcenia i skuteczną działalność służbową  (1916, za zgodą cesarza Franciszka Józefa)[16]